# Wiener Pforte

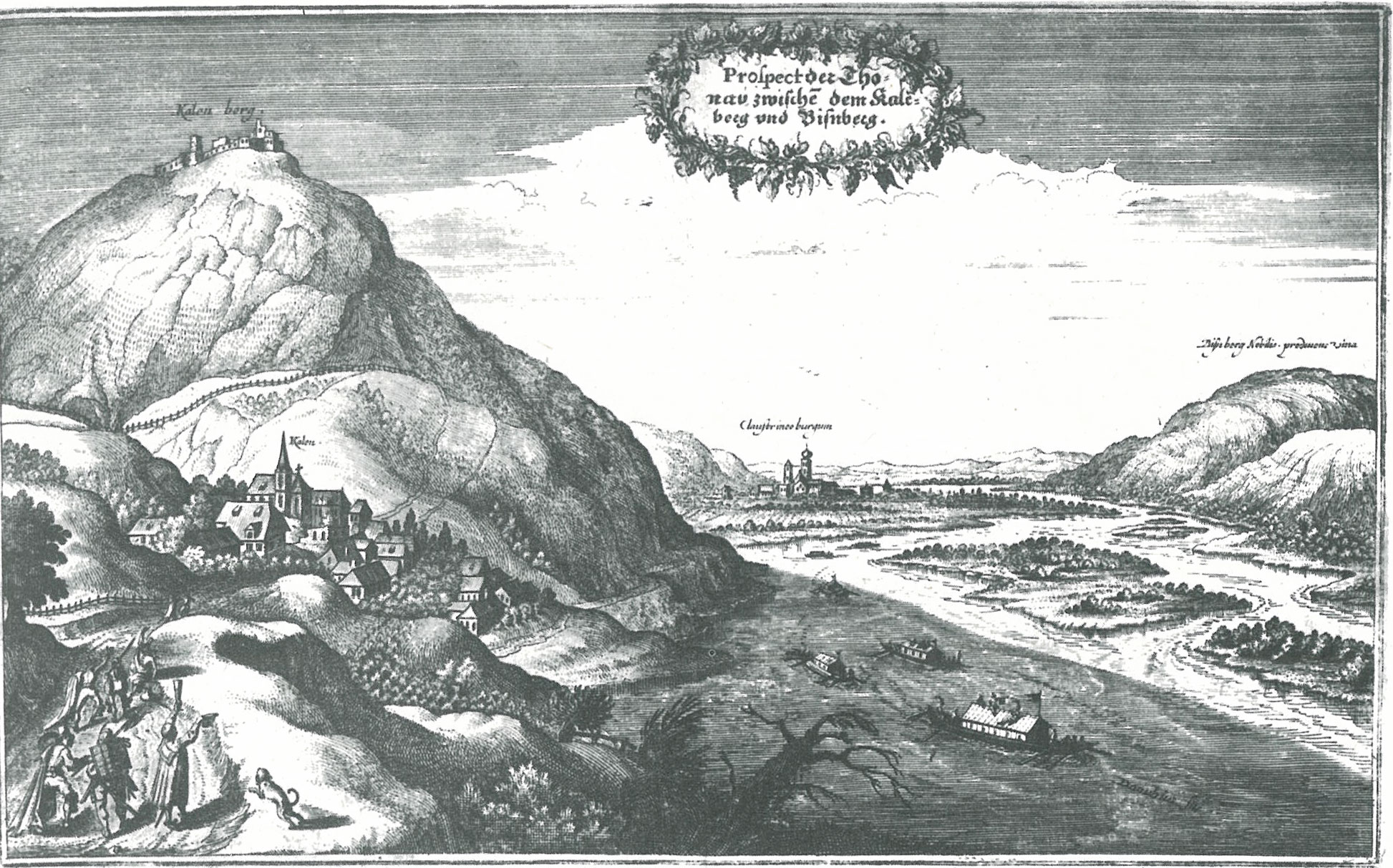
Wiener Pforte, Stich von 1679

Wiener Pforte wird der Durchbruch der Donau vom Rand des Wienerwaldes in die Ebene des Wiener Beckens genannt.
Die Pforte liegt am Nordwestrand von Wien und wird gebildet vom steilen Leopoldsberg (425 m) am rechten und dem Bisamberg (358 m) am linken Donauufer. Unweit verläuft auch die Grenze zwischen den niederösterreichischen Gemeinden Klosterneuburg und Langenzersdorf.

## Entstehung
Die Wiener Pforte entstand vor etwa 350.000 Jahren durch Erosion der Donau entlang einer geologischen Bruchlinie zwischen Wienerwald und Bisamberg. Vermutet wird, dass auch der Kierling- und der Weidlingbach einen merklichen Einfluss beim Entstehen des Durchbruches hatten.

## Geschichte
Die Pforte war historisch vor allem für den West-Ost-Verkehr entlang des Stromes von großer Bedeutung und förderte dadurch die Entwicklung Wiens zu einem Handels- und Verkehrsknotenpunkt. Zusätzlich günstig wirkte sich die Kreuzung der Donauroute mit der alten Bernsteinstraße am Ostrand des Wiener Beckens aus.

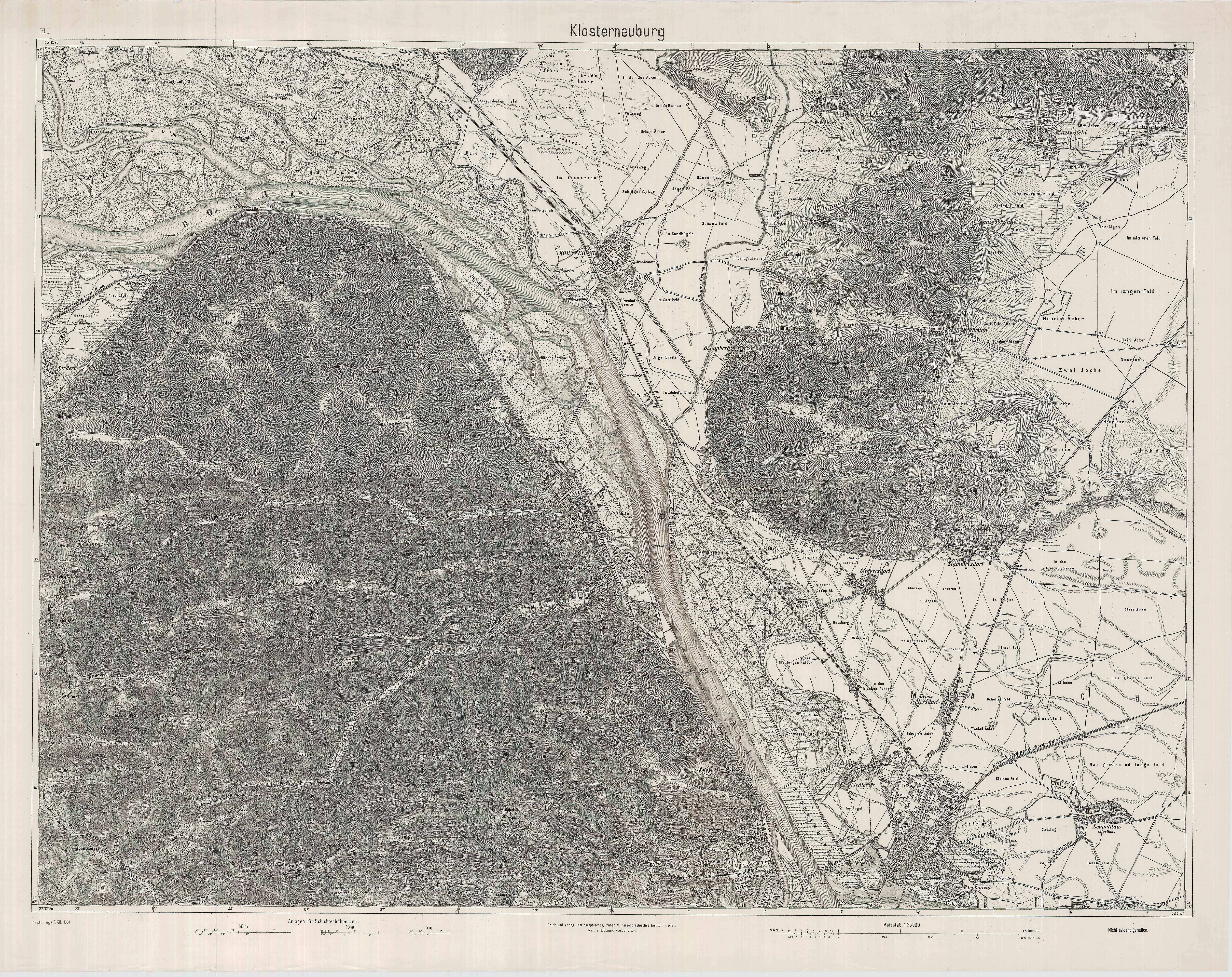
Wiener Pforte um 1900